# 에틸렌다이옥시기

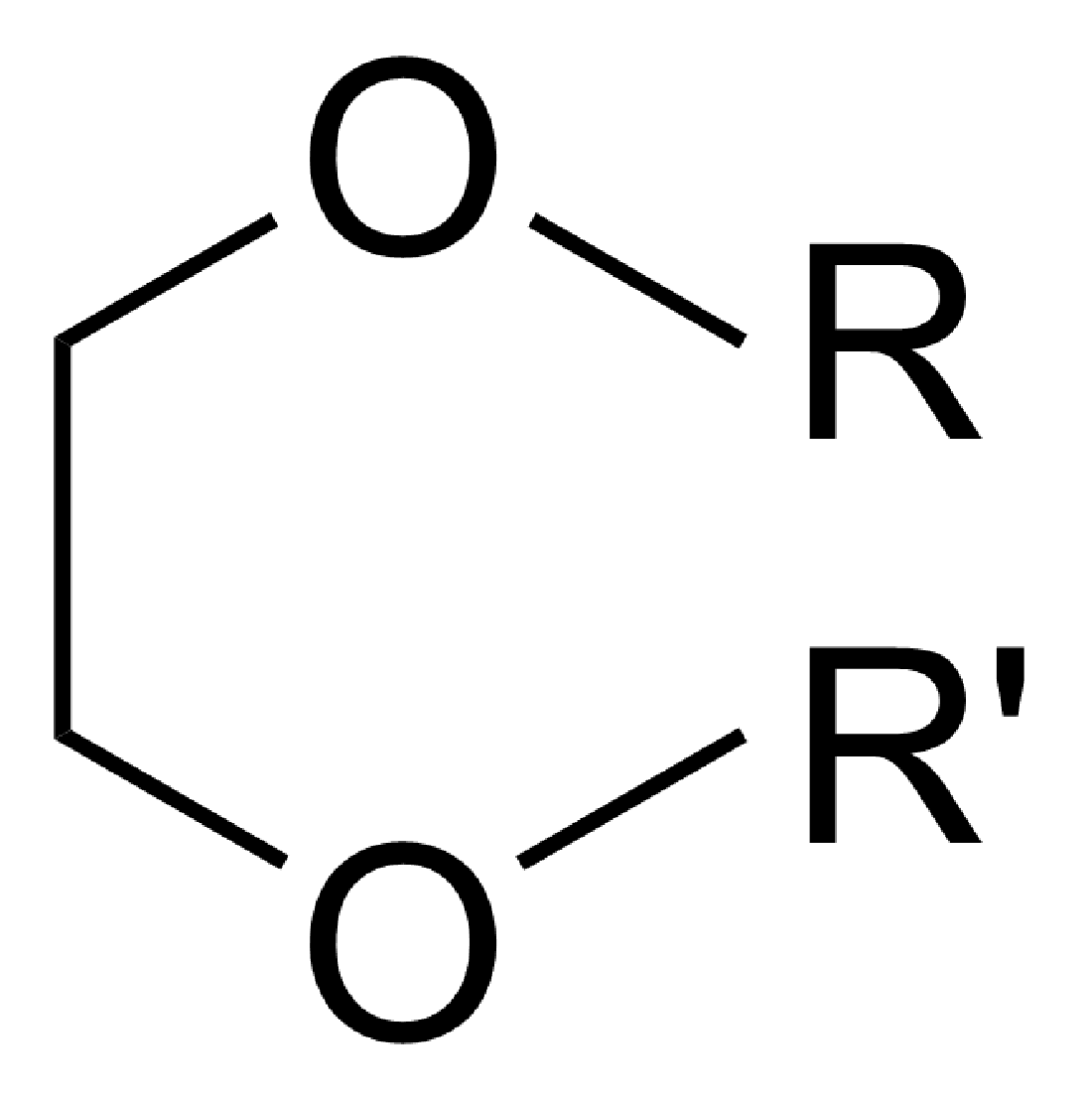
에틸렌다이옥시기의 화학 구조

에틸렌다이옥시기(영어: ethylenedioxy group)는 화학, 특히 유기화학에서 구조식이 R-O-CH2-CH2-O-R'인 작용기이다. 에틸렌다이옥시기는 페닐기와 같은 방향족 고리에 부착되며, 이 경우에 에틸렌다이옥시페닐 또는 다이하이드로벤조다이옥신이라고 한다. 에틸렌다이옥시 부분은 예를 들어 화합물 EDMA에서 발견할 수 있다.

## 같이 보기
- 1,3-벤조다이옥솔
- 1,4-벤조다이옥신